# 洞雲寺 (仙台市)
洞雲寺（どううんじ）は、宮城県仙台市泉区にある曹洞宗の寺院。山号は龍門山。本尊は釈迦如来。砂山寺とも称される。

## 歴史
南北朝時代の1338年（暦応元年）明峰素哲の開山により創建されたと伝えられる。その後衰退して荒廃していたのを国分氏の援助により復興された。現存する青銅製の鐘には「奥州宮城郡大菅谷保瀧門山洞雲禅寺常住大工江家伯耆守宗義永正十五稔戊寅仲呂上澣三日」とあり、永正15年（1518年）の鋳造と知れる。
戦国時代に兵火にあって堂宇を焼失したが、江戸時代に入り再興され、仙台藩第5代藩主伊達吉村から寺領を寄進されるとともに、多くの末寺を有した。
1943年（昭和18年）、仙台鉄道の排煙から山火事が発生し、当寺の建物も全て焼失した。その後、総コンクリート造りで再建された。
2011年（平成23年3月11日東日本大震災）内陸地であるため津波の被害には遭わなかったが、コンクリートで造られた柱が破壊されたため、解体され更地となった（平成23年9月現在）。
2017年（平成29年）5月9日　本堂及び山門の落慶式が執り行われた

## 文化財
- 銅鐘 - 宮城県指定有形文化財。1962年（昭和37年）6月28日指定。

寺宝として大蛇の遺物と伝えられるものがある。調査の結果、みな化石となった様々な古生物で、蛇体石は三畳紀のアンモナイト、大蛇の鱗はペルム紀の蛇体サンゴ、大蛇の牙は第三紀中新世のカルカロドン（サメ）の歯で、大蛇の骨は同じく中新世のクジラの骨ではないかということが判明した。

## 所在地
- 宮城県仙台市泉区山の寺2-3-1